# Ejido el Quince
Ejido el Quince är en ort i Mexiko.   Den ligger i kommunen Culiacán och delstaten Sinaloa, i den västra delen av landet, 1 000 km nordväst om huvudstaden Mexico City. Ejido el Quince ligger 50 meter över havet och antalet invånare är 209.
Terrängen runt Ejido el Quince är platt åt sydväst, men åt nordost är den kuperad. Runt Ejido el Quince är det ganska tätbefolkat, med 155 invånare per kvadratkilometer. Närmaste större samhälle är Culiacán, 10,1 km norr om Ejido el Quince. Trakten runt Ejido el Quince består till största delen av jordbruksmark.